# Конгоански змиеяден орел
Конгоанският змиеяден орел (Dryotriorchis spectabilis) е вид птица от семейство Ястребови (Accipitridae), единствен представител на род Dryotriorchis.

## Разпространение и местообитание
Разпространен е в Ангола, Габон, Гана, Гвинея, Екваториална Гвинея, Камерун, Демократична република Конго, Република Конго, Кот д'Ивоар, Либерия, Нигерия, Сиера Леоне и Централноафриканската република.